# Skróty i skrótowce używane w NATO – A
- A
  - Alphabetic - alfabetyczny
  - Army - wojsko
  - Army - siły lądowe
  - Army - wojska lądowe
  - Attack - samolot szturmowy
  - Austria - Austria
  - Application - aplikacyjny

- a - alphabetic - alfabetyczny

- A/A - Air-To-Air - powietrze-powietrze (np. klasa pocisku)
- A/C
  - Aircraft
    - samolot
    - statek powietrzny
    - aparat latający

  - Air Conditioned -
- A/D - Analog-To-Digital - analogowo-cyfrowy
- A/DC - Analog To Digital Converter - przetwornik analogowo-cyfrowy
- A/E
  - Airfields Engineering - inżynieria lotniskowa
  - Architecture & Engineering -
- A/F - Airfield - lotnisko
- A/G - Air-To-Ground - powietrze-ziemia (np. klasa pocisku)
- A/J - Anti-Jam - przeciwzakłóceniowe
- A/N - alphanumeric - alfanumeryczny
- A/S - antisubmarine - do zwalczania okrętów podwodnych

- A2C2 - Army Airspace Command And Control - dowodzenie i kontrola w przestrzeni powietrznej sił lądowych

- A&I - Audit and Inspection - audyt oraz inspekcja

- AA
  - Anti Aircraft - przeciwlotniczy
  - Air-to-Air - powietrze-powietrze (np. klasa pocisku)
  - Air Armament - uzbrojenie lotnicze
  - Air Army - armia lotnicza
  - Area of Action - obszar działań
- AAA
  - Anti Aircraft Artillery
    - przeciwlotnicza artyleria lufowa
    - artyleria przeciwlotnicza

  - Anti-Aircraft Artillery
    - przeciwlotnicza artyleria lufowa
    - artyleria przeciwlotnicza

  - Area Advisory Authority - władze doradcze obszaru
- AAB - Air Assault Brigade - powietrzna brygada szturmowa
- AABCP - Advanced Airborne Command Post - wysunięte powietrzne stanowisko dowodzenia
- AABNCP - Advanced Airborne National Command Post - narodowe wysunięte powietrzne stanowisko dowodzenia
- AAC - Alaskan Air Command - Dowództwo Sił Powietrznych Stanów Zjednoczonych Ameryki Północnej na Alasce
- AACC - ATAF Airspace Coordination Centre - Centrum Koordynacji Przestrzeni Powietrznej ATAF
- AACOMS - Army Area Communications System - rejonowy system łączności sił lądowych
- AAD - Advanced Ammunition Depot - wysunięty punkt amunicyjny
- AADC
  - Area Air Defense Commander - dowódca obrony powietrznej obszaru
  - Advanced Avionics Digital Computer - komputer lotniczy nowej generacji
- AADGE - ACE (Allied Command Europe) Air Defence Ground Environment - naziemne urządzenia Dowództwa Sojuszniczych Sił Zbrojnych NATO w Europie obrony powietrznej
- AAI - Atack-Atack-Interface -
- AAF - Allied Air Force
  - sprzymierzone siły powietrzne
  - Połączone Siły Powietrzne NATO
- AAFCE - Allied Air Forces, Central Europe - Sprzymierzone Siły Powietrzne Europy Środkowej (Ramstein-Miesenbach, Niemcy)
- AAL - Light Anti-Aircraft Artillery - lekka artyleria przeciwlotnicza
- AAM - Air-To-Air Missile - pocisk rakietowy powietrze-powietrze
- AAMG - Anti-Aircraft Machine-Gun - przeciwlotniczy karabin maszynowy
- AAN - North Atlantic Assembly - Zgromadzenie Północnoatlantyckie
- AAP
  - Allied Administrative Publication - publikacja sprzymierzonych dotycząca administracji
  - Allied Administrative Publications - publikacje sprzymierzonych dotycząca administracji
- AAR
  - Air-To-Air Refuelling - tankowanie w powietrzu
  - Automatic Alternative Routing - automatyczne alternatywne kierowanie ruchem
- AAS
  - Aeromedical Airlift Squadron - eskadra medyczna
  - Aerospace Application Study - ocena wykorzystania przestrzeni powietrznej
  - Architectural ADP System - system architekturowy przetwarzania danych
- AAW
  - Anti Air Warfare
    - działania bojowe zwalczania celów powietrznych
    - uzbrojenie przeciwlotnicze

  - Anti-Air Warfare
    - działania bojowe zwalczania celów powietrznych
    - uzbrojenie przeciwlotnicze

  - Anti-Aircraft Automatic Weapon - automatyczna broń przeciwlotnicza
- AAWACU - Anti-Air Warfare Aircraft Control Unit - jednostka kontroli uzbrojenia przeciwlotniczego
- AAWC
  - Anti Air Warfare Commander - dowódca działań bojowych zwalczania celów powietrznych
  - Anti-Air Warfare Coordinator - koordynator uzbrojenia przeciwlotniczego
- AAWCN - Anti-Air Warfare Command Net - system dowodzenia środkami uzbrojenia przeciwlotniczego

- AB
  - Air Base - baza lotnicza
  - Air Burst - powietrzny wybuch jądrowy
  - afterburner - dopalacz
  - Assault Breaker -
- ABB - Airborne Brigade - brygada powietrznodesantowa
- ABC (NATIONS) - America, Britain, Canada - Ameryka, Wielka Brytania, Kanada
- ABCA (NATIONS) - America, Britain, Canada, Australia - Ameryka, Wielka Brytania, Kanada, Australia
- ABCCC
  - Airborne Command, Control and Communications (System) - Powietrzny System Dowodzenia Kierowania i Łączności
  - Airborne Battlefield Command Control Centre - powietrzny ośrodek dowodzenia i kontroli pola walki
- ABD - Airborne Division - dywizja powietrznodesantowa
- ABDR - Aircraft Battle Damage Repair - naprawa bojowych uszkodzeń samolotów
- ABFAC - Airborne Forward Air Controller - kontroler naprowadzania lotnictwa na statku powietrznym
- ABM - Anti-Ballistic Missile - rakieta do zwalczania rakiet balistycznych
- ABN - Airborne - powietrzny, dyżurujący w powietrzu, pokładowy, powietrznodesantowy
- ABNCP - Airborne Command Post - powietrzne stanowisko dowodzenia
- ABNOC - Airborne Operations Centre - powietrzne centrum operacyjne
- ABRGT - Airborne Regiment - pułk powietrznodesantowy
- ABT - Air Breathing Threat - aerodynamiczny środek napadu powietrznego

- AC
  - Army Corps - korpus armijny
  - Airspace Control - kontrola przestrzeni powietrznej
  - Antigua and Barbuda - Antigua i Barbuda
  - Aircraft
    - samolot
    - statek powietrzny
    - aparat latający

  - Ad hoc Committee - komitet doraźny
- ACA
  - Airspace Control Authority
    - dowódca odpowiedzialny za kontrolę przestrzeni powietrznej
    - uprawnienia do kontroli przestrzeni powietrznej
    - władze kontroli przestrzeni powietrznej

  - Airspace Co-ordination Area - obszar koordynacji powietrznej
  - Central Supply Agency - centralna agencja zaopatrzenia
- ACAMP
  - Allied Camouflage and Concealment Publication - wydawnictwo państw sprzymierzonych dotyczące maskowania i pozoracji
  - Allied Camouflage and Concealment Publications - wydawnictwa państw sprzymierzonych dotyczące maskowania i pozoracji
- ACBA - Allied Command, Baltic Approaches - Dowództwo Sił Sprzymierzonych, Podejścia Bałtyckie
- ACC
  - Air Command and Control -
  - Air Component Command - dowództwo komponentu powietrznego
  - Air Control Centre
    - ośrodek kontroli przestrzeni powietrznej
    - Centrum Kontroli Obszaru

  - Area Control Centre - ośrodek kontroli obszaru
  - Approach Control Centre - centrum kontroli podejścia
  - Airspace Coordination Centre - Centrum Koordynacji Ruchu w Przestrzeni Powietrznej
- ACCHAN - Allied Command Channel - Dowództwo Połączonych Sił Sojuszniczych Kanału La Manche
- ACCIS - Automated Command And Control Information System - zautomatyzowany system informatyczny dowodzenia i kontroli
- ACCS - Air Command And Control System - System Dowodzenia Obroną Powietrzną i Kierowania
- ACCSA - Allied Communications and Computer Security Agency - Agencja Sił Sprzymierzonych ds. Łączności i Informacji
- ACDA - Arms Control and Disarmament Agency - Agencja ds. Kontroli Uzbrojenia i Rozbrojenia
- ACE - Allied Command Europe - Naczelne Dowództwo Połączonych Sił Sojuszniczych NATO w Europie
- ACEHIGH - ACE (Allied Command Europe) Tropscatter Communications System - systemy łączności troposferycznej Dowództwa Sojuszniczych Sił Zbrojnych NATO w Europie
- ACEMET - ACE (Allied Command Europe) Meteorological Service - Służba Meteorologiczna Dowództwa Sojuszniczych Sił Zbrojnych NATO w Europie
- ACENET - ACE (Allied Command Europe) Communications Network - sieć łączności Dowództwa Sojuszniczych Sił Zbrojnych NATO w Europie
- ACF - Airspace Control Facility - urządzenie do kontroli przestrzeni powietrznej
- ACLANT - Allied Command Atlantic - Naczelne Dowództwo Połączonych Sił Sojuszniczych NATO Atlantyku
- ACM
  - Airspace Control Means - środki kontroli przestrzeni powietrznej
  - Air Combat Manoeuvre - lotniczy manewr bojowy
- ACMI - Air Combat Manoeuvring Instrumentation - lotniczy bojowy osprzęt manewrowy
- ACMR - Air Combat Manoeuvring Range - zasięg lotniczego manewru bojowego
- ACMREQ - Airspace Control Means Request - zapotrzebowanie na środki kontroli przestrzeni powietrznej
- ACO:
  - Allied Command Operation - Dowództwo Sił Sojuszniczych NATO ds. Operacji
  - Air Control Order - rozkaz do kontroli przestrzeni powietrznej
  - Airspace Control Order - rozkaz do kontroli przestrzeni powietrznej
  - Air Coordinator - koordynator działań lotniczych
  - Airspace Coordination Order - rozkaz centrum koordynacji przestrzeni powietrznej
  - Antitank - przeciwczołgowy
- ACOC - Air Command Operations Centre - centrum dowodzenia operacji powietrznych
- ACOG - NATO Civil Wartime Agency - Cywilna Agencja NATO Czasu Wojny
- ACOS - Assistant Chief of Staff - pomocnik szefa sztabu
- ACOUSTINT - Acoustic Intelligence - wywiad akustyczny
- ACCS - Air Command and Control System - system kierowania i dowodzenia Obrony Powietrznej
- ACED - Advanced Communications Equipement Depot - wysunięty magazyn sprzętu łączności
- ACELIP - ACE (Allied Command Europe) Long-Term Infrastructure Programme - Długookresowy Program Rozwoju Infrastruktury Dowództwa Sojuszniczych Sił Zbrojnych NATO w Europie
- ACG - Amphibious Combat Group - desantowa grupa szturmowa
- ACHQ - Advanced Control Headquarters - wysunięta kwatera główna dowodzenia
- ACI - Airborne Control Intercept - kierowanie przechwyceniem z powietrza
- ACIL - ACE (Allied Command Europe) Installation List - wykaz urządzeń Dowództwa Sojuszniczych Sił Zbrojnych NATO w Europie
- ACP
  - Airspace Control Plan - plan kontroli przestrzeni powietrznej
  - Advanced Command Post - wysunięty punkt dowodzenia
  - Airborne Command Post - powietrzne stanowisko dowodzenia
  - Allied Communications Publication - publikacja państw sprzymierzonych dotycząca łączności
- ACR
  - Airfield Control Radar - radar kontroli obszaru lotniska
  - Air Control and Reporting - lotniczy punkt kontroli i meldowania
- ACS
  - Aircraft Cross-Servicing - wzajemne odtwarzanie gotowości bojowej statków powietrznych
  - Airspace Control System - system kontroli przestrzeni powietrznej
- ACSA - Allied Communications Security Agency - Agencja Sił Sprzymierzonych ds. Utajniania Łączności
- ACSM - Assemblies, Components, Spare Parts and Materials - podzespoły, elementy, części zapasowe i materiały
- ACSP - Aircraft Cross-Servicing Program - Program Wzajemnego Odtwarzania Gotowości Bojowej Statków                      Powietrznych
- ACT –Allied Command Transformation – Dowództwo Sił Sojuszniczych NATO ds. Transformacji
- ACTIMED - Agency for the Coordination of Inland Transport In The Mediterranean - Agencja ds. Koordynacji Transportu Wewnętrznego w Basenie Morza Śródziemnego
- ACU - Aircraft Control Unit
  - lotnicza jednostka kontroli lub koordynacji lotów
  - zespół kontroli samolotów
- ACW - Anti Carrier Warfare - broń przeciw lotniskowcom
- ACV
  - Armoured Combat Vehicle - opancerzony pojazd bojowy
  - Air Cushion Vehicle - poduszkowiec

- AD
  - Air Defence - obrona powietrzna
  - Armoured Division - dywizja pancerna
  - ACE Directive - dyrektywa ACE
  - Andorra - Andora
  - Assistant Director - asystent dyrektora
- AD (G) - Air Defence (ground) - obrona przeciwlotnicza (naziemna)
- ADA
  - Air Defence Area - obszar obrony powietrznej
  - Air Defense Artillery - artyleria obrony przeciwlotniczej
  - Anti-Aircraft Artillery - przeciwlotnicza artyleria lufowa
- ADAC - Short Take-Off and Landing (Aircraft) - samolot krótkiego startu i lądowania
- ADAC/V - Vertical/Short Take-Off and Landing - samolot pionowego/krótkiego startu i lądowania
- ADATS - Air Defence Anti-Tank System - system obrony powietrznej i przeciwpancernej
- ADAV - Vertical Take-Off and Landing (Aircraft) - samolot pionowego startu i lądowania
- ADAMS - ACE (Allied Command Europe) Deployment and Movement System - System Rozwinięcia i Przemieszczenia Sił Sprzymierzonych Dowództwa Sojuszniczych Sił Zbrojnych NATO w Europie
- ADATP
  - Allied Data Publicaton - publikacja danych dotycząca Sił Sprzymierzonych
  - Allied Data Publicatons - publikacje danych dotycząca Sił Sprzymierzonych
- ADC
  - Aerodrome Controller - kontroler lotniska
  - Air Defence Command - dowództwo obrony powietrznej
  - Air Defence Commander - dowódca obrony powietrznej
- ADCC - Air Defence Control Centre - centrum kierowania obroną powietrzną
- ADCAV - Short Take-Off and Vertical Landing - samolot krótkiego startu i lądowania
- ADCOM - Administrative Command - dowództwo administracyjne
- ADCON - Administrative Control - kontrola administracyjna
- ADCOORD - Air Defence Co-ordinator - koordynator obrony powietrznej
- ADD - Air Defence District - rejon obrony powietrznej
- ADE - Air Defence Element - zespół obrony powietrznej
- ADEW - Air Defence Early Warning - system wczesnego ostrzegania obrony powietrznej
- ADEX - Air Defence Exercise - ćwiczenia obrony powietrznej
- ADF - Automatic Direction-Finder - automatyczny detektor kierunku
- ADGE - Air Defence Ground Environment - naziemne urządzenia obrony powietrznej
- ADH
  - Automated Data Handling - zautomatyzowane przekazywanie danych
  - Automatic Data Handling - atomatyczne przekazywanie danych
- ADI - Air Defence Interceptor - samolot przechwytujący obrony powietrznej
- ADIZ - Air Defence Identification Zone - strefa identyfikacji obrony powietrznej
- ADL - Automatic Data Link - automatyczne łącze danych
- ADLO - Air Defence Liaison Officer - oficer łącznikowy obrony powietrznej
- ADM - Atomic Demolition Munition - jądrowy ładunek niszczący
- ADML - Atomic Demolition Munition Location - miejsce założenia jądrowego ładunku niszczącego
- ADMP - Air Defence Modernization Plan - plan modernizacji obrony powietrznej
- ADOC - Air Defence Operations Centre - centrum operacyjne obrony powietrznej
- ADOLT - Air Defence Operations Liaison Team - zespół łącznikowy operacji obrony powietrznej
- ADOPS - Air Defense Operations -
- ADP
  - Air Defence Plan -	plan obrony powietrznej
  - Automated Data Processing - zautomatyzowane przetwarzanie danych
  - Automatic Data Processing - automatyczne przetwarzanie danych
  - Automatic Deletion Procedure - automatyczna procedura usuwania
  - Allied Defence Publication - wydawnictwo obronne Sił Sprzymierzonych
  - Allied Defence Publications - wydawnictwa obronne Sił Sprzymierzonych
- ADR
  - ADR - Aerodrome Damage Repair - naprawa uszkodzeń lotniska
  - Air Defence Region - rejon obrony powietrznej
- ADROE - Air Defence Rules Of Engagement - reguły użycia siły w obronie powietrznej
- ADRS - Automatic Data Reporting System - automatyczny system dostarczania danych
- ADS
  - Air Defence Sector - sektor obrony powietrznej
  - Air Defence System - system obrony powietrznej
  - Architectural Design Study - studia projektowe architektury
- ADSC - Air Defence Software Committee - Komisja Obrony Powietrznej ds. Oprogramowania
- ADSIA - Allied Data Systems Interoperability Agency - Agencja Sił Sprzymierzonych ds. Współdziałania Systemów
- ADT - Approved Departure Time - zatwierdzony czas odlotu
- ADW - Air Defence Warning - ostrzeganie o zagrożeniu z powietrza
- ADWHQ - Air Defence War Headquarteres - bojowa kwatera główna obrony powietrznej
- ADZ - Air Defence Zone - strefa obrony powietrznej

- AE
  - Aeromedical Evacuation - powietrzna ewakuacja medyczna
  - United Arab Emirates - Zjednoczone Emiraty Arabskie
- AECC
  - Aeromedical Evacuation Control Centre - Centrum Kierowania Medyczną Ewakuacją Powietrzną
  - Aeromedical Evacuation Co-ordination Centre - Centrum Koordynacji Medycznej Ewakuacji Powietrznej
- AEGIS - Airborne Early Warning Ground Environment Integration Segment - Segment Integrujący Środowisko Naziemne z Powietrznym Stanowiskiem Wczesnego Ostrzegania
- AEODP
  - Allied Explosive Ordnance Disposal Publication - wydawnictwo Sił Sprzymierzonych dotyczące wydawania amunicji i materiałów wybuchowych
  - Allied Explosive Ordnance Disposal Publications - wydawnictwoa Sił Sprzymierzonych dotyczące wydawania amunicji i materiałów wybuchowych
- AEP
  - Allied Engineering Publication - wydawnictwo Sił Sprzymierzonych dotyczące służb inżynieryjno-saperskich
  - Allied Engineering Publications - wydawnictwa Sił Sprzymierzonych dotyczące służb inżynieryjno-saperskich
- AES - Aeromedical Evacuation System - system lotniczej ewakuacji medycznej
- AESB - Armament and Equipement Storage Base - baza magazynowa uzbrojenia i sprzętu
- AETACS - Airborne Elements Of The TACS - powietrzne elementy systemu TACS
- AETP
  - Allied Electronics Publication - wydawnictwo Sił Sprzymierzonych dotyczące elektroniki
  - Allied Electronics Publications - wydawnictwa Sił Sprzymierzonych dotyczące elektroniki
- AEW
  - Airborne Early Warning
    - statek powietrzny wczesnego ostrzegania
    - powietrzne stanowisko wczesnego ostrzegania

  - Airborne Early Warning (radar picket Aircraft) - powietrzne stanowisko wczesnego ostrzegania (samolot obserwacyjny wyposażony w radar)
- AEW&C - Airborne Early Warning And Control - wczesne ostrzeganie powietrzne i kontrola
- AEW&CS - Airborne Early Warning & Control System - powietrzny system wczesnego ostrzegania i kontroli
- AEWTF - Aircrew Electronic Warfare Tactics Facility - lotnicze pokładowe urządzenia taktycznej walki radioelektronicznej

- AF
  - Air Force - siły powietrzne
  - Afghanistan - Afganistan
  - Audio Frequency - częstotliwość akustyczna
  - Augmentation Force - siły uzupełniające (wzmocnienia)
- AFAR - Azores Fixed Acoustic Range - Poligon Akustyczny na Azorach
- AFB - Air Force Base - baza sił powietrznych
- AFC - Automatic Frequency Control - automatyczna regulacja częstotliwości
- AFCENT - Allied Forces Central Europe – Dowództwo Połączonych Sił Sojuszniczych Europy Centralnej
- AFCS - Automatic Flight Control System - automatyczny system kontroli lotu
- AFG - Afghanistan - Afganistan
- AFICE - Air Forces Iceland – Wojska Lotnicze na Islandii
- AFIL - Flight Plan Filed In The Air - plan lotu zgłoszony z powietrza
- AFIS - Aerodrome Flight Information Service - lotniskowa służba informacji powietrznej
- AFISO - Aerodrome Flight Information Service Officer - oficer lotniskowej służby informacji powietrznej
- AFMED - Allied Forces, Mediterranean - Siły Sprzymierzone, Basenu Morza Śródziemnego
- AFNON - Allied Forces, North Norway - Siły Sprzymierzone Północnej Norwegii
- AFNORTH - Allied Forces Northern Europe - Sojusznicze Siły Zbrojne NATO w Europie Północnej
- AFNORTHWEST - Allied Forces North-West Europe - Sojusznicze Siły Zbrojne NATO w Europie Północno-Zachodniej
- AFP - Assault Firing Platoon - pluton ogniowy
- AFS - ACE (Allied Command Europe) Forces Standards - standardy sił Dowództwa Sojuszniczych Sił Zbrojnych NATO w Europie
- AFSONOR - Allied Forces, South Norway - Siły Sprzymierzone, Północnej Norwegii
- AFSOUTH - Allied Forces Southern Europe - Sojusznicze Siły Zbrojne NATO w Europie Południowej
- AFTN - Aeronautical Fixed Telecommunication Network - sieć stałej łączności lotniczej
- AFV - Armoured Fighting Vehicle - opancerzony pojazd bojowy

- AG
  - Antigua and Barbuda - Antigua i Barbuda
  - Army Group - grupa armijna
- AGARD - Advisory Group for Aerospace Research and Development - Grupa Doradcza ds. Badań i Rozwoju Przestrzeni Powietrznej
- AGC - Amphibious Group Command - dowództwo grupy desantowej
- AGEOP – Allied Geographic Publication(s) - wydawnictwo/a geograficzne Sił Sprzymierzonych
- AGL - Above Ground Level - powyżej poziomu terenu
- AGM - Air To Ground Missile - pocisk rakietowy powietrze-ziemia
- AGO - Angola - Angola
- AGOS - Air-Ground Operations Section - sekcja operacji powietrze-ziemia
- AGS - Alliance Ground Surveillance - system obserwacji obiektów naziemnych
- AGZ - Actual Ground Zero - rzeczywisty naziemny zerowy punkt

- AH - Attack Helicopter - śmigłowiec szturmowy
- AHC - ACCS Hardware Committee - Komisja ACCS ds. Sprzętu
- AHG - Ad Hoc Group - grupa doraźna
- AHP - Allied Hydrographic Publication(s) - wydawnictwa hydrograficzne Sił Sprzymierzonych
- AHS - Airborne Homming System - lotniczy system samonaprowadzania
- AHWG - Ad Hoc Working Group - doraźna grupa robocza

- AI
  - Air Interdiction - izolacja lotnicza
  - Aeronautical Information - informacja aeronautyczna
- AICV - Armoured Infantry Combat, Vehicle - opancerzony bojowy wóz piechoty
- AIF - Automated Intelligence File - zautomatyzowana kartoteka danych wywiadowczych
- AIFV - Armoured Infantry Fighting Vehicle - kołowy transporter opancerzony
- AIG - Address Indicator Group - grupa wskazująca adres
- AIM - Aerial Intercept Missile
  - pocisk przechwytywania powietrznego
  - przechwytujący pocisk rakietowy
- AINTP
  - Allied Intelligence Publication - wydawnictwo wywiadowcze Sił Sprzymierzonych
  - Allied Intelligence Publications - wydawnictwa wywiadowcze Sił Sprzymierzonych
- AIP
  - Air Independent Propulsion - niezależny napęd lotniczy
  - Aeronautical Information Publication - publikacja informacji aeronautycznych
- Air Ops - Air Operations - działania powietrzne
- AIRBALTAP - Allied Air Forces, Baltic Approaches - Sprzymierzone Siły Powietrzne, Cieśnin Duńskich i Bałtyku
- AIRCENT - Allied Air Forces Central Europe - Sojusznicze Siły Powietrzne NATO w Europie Centralnej
- AIREP - Air Report -
- AIREASTLANT - Naval Air Forces, East Atlantic Area - Siły Powietrzne Marynarki Wojennej, Obszaru Wschodniego Atlantyku
- AIREX - Air Live Exercise - ćwiczenia lotnicze w warunkach rzeczywistych
- AIRNON - Allied Air Forces, North Norway - Sprzymierzone Siły Powietrzne Północnej Norwegii
- AIRNORTHWEST - Allied Air Forces North-Western Europe - Sojusznicze Siły Powietrzne NATO w Europie Północno-Zachodniej
- AIROFEX - Air Offensive Exercise - lotnicze ćwiczenia ofensywne
- AIRSONOR - Allied Air Forces, South Norway - Sprzymierzone Siły Powietrzne, Południowej Norwegii
- AIRSOUTH - Allied Air Forces, Southern Europe - Sprzymierzone Siły Powietrzne, Południowej Europy
- AIRSTAR - Air Status Report -
- AIS
  - Aeronautical Information Service - służba informacji lotniczej
  - Automated Information System - zautomatyzowany system informacyjny
  - Advanced Identification System - unowocześniony system identyfikacji

- AJ
  - Azerbaydzhan - Azerbejdżan
  - Anti-Jamming - przeciwzakłóceniowe
- AJF - Allied Joint Forces - Połączone Sojusznicze Siły Zbrojne NATO
- AJI - Area of Joint Interest - obszar wspólnego zainteresowania
- AJO - Allied Joint Operations - sojusznicze działania połączone
- AJP
  - Allied Joint Publication - publikacja sprzymierzonych dotycząca działań połączonych
  - Allied Joint Publications - publikacje sprzymierzonych dotycząca działań połączonych

- AL - Albania - Albania
- ALARM - Air-Launched Anti-Radar Missile - lotnicza rakieta przeciwradiolokacyjna
- ALB - Albania - Albania
- ALC - Allied Logistics Centre - sojuszniczy ośrodek logistyczny
- ALCM - Air Launched Cruise Missile - pocisk samosterujący wystrzeliwany z powietrza
- ALEX - Alert Exercise - alarm ćwiczebny
- ALIMPREP - Alert Implementation Report - meldunek o ogłoszeniu alarmu
- ALLA - Allied Long Lines Agency - Agencja Sił Sprzymierzonych ds. Linii Komunikacji na Dalekich Trasach
- ALO - Air Liaison Officer - oficer łącznikowy lotnictwa
- ALP
  - Allied Logistic Publication - publikacja sprzymierzonych dotycząca logistyki
  - Allied Logistic Publications - publikacje sprzymierzonych dotycząca logistyki
- ALSS - Advanced Logistics Support Site - wysunięty punkt wsparcia logistycznego
- ALTREV - Altitude Reservation - zastrzeżenie wysokości
- ALTROCCENT - Alternate Regional Operational Control Center - zastępcze centrum dowodzenia operacyjnego rejonu

- AM - Armenia - Armenia
- AMC - Airspace Management Cell - komórka zarządzania przestrzenią powietrzną
- AMCC
  - Allied Mobility Co-ordination Centre - Sojusznicze Centrum Koordynacji Ruchu Wojsk
  - Allied Movement Co-ordination Centre - Sojusznicze Centrum Koordynacji Przemieszczeń
- AME - Airspace Management Element - zespół zarządzania przestrzenią powietrzną
- AMEDP
  - Allied Medical Publication - wydawnictwo medyczne Sił Sprzymierzonych
  - Allied Medical Publications - wydawnictwa medyczne Sił Sprzymierzonych
- AMF - ACE (Allied Command Europe) Mobile Force
  - Siły Mobilne Dowództwa Sojuszniczych Sił Zbrojnych NATO w Europie
  - Siły Ruchome Dowództwa Sojuszniczych Sił Zbrojnych NATO w Europie
- AMLS - Airspace Management Liaison Section - sekcja łącznikowa zarządzania                przestrzenią powietrzną
- AMMS - Automatic Message Management System - automatyczny system kierowania depesz
- AMO - Allied Meteorological Office - Biuro Meteorologiczne Sił Sprzymierzonych
- AMP
  - Allied Mining Publication - wydawnictwo Sił Sprzymierzonych dotyczące minowania
  - Allied Mining Publications - wydawnictwa Sił Sprzymierzonych dotyczące minowania
- AMPA - Advanced Mission Planning Aid - system wspomagania planowania zadań
- AMPS - Automated Message Processing System - zautomatyzowany system przetwarzania depesz
- AMRAAM - Advanced Medium-Range Air-to-Air Missile - unowocześniony pocisk powietrze-powietrze średniego zasięgu
- AMSA - Allied Military Security Agency - Agencja Sił Sprzymierzonych ds. Ochrony Tajemnicy Wojskowej
- AMSG - Allied Military Security Guidelines - zasady ochrony tajemnicy wojskowej Sił Sprzymierzonych
- AMSL - Above Mean Sea Level - nad poziomem morza
- AMSP
  - Allied Military Security Publication (Cryptographic Publications) - wydawnictwo Sił Sprzymierzonych dotyczące ochrony tajemnicy wojskowej (wydawnictwa kryptograficzne)
  - Allied Military Security Publications (Cryptographic Publications) - wydawnictwa Sił Sprzymierzonych dotyczące ochrony tajemnicy wojskowej (wydawnictwa kryptograficzne)
- AN
  - alphanumeric - alfanumeryczny
  - Andorra - Andora
- ANAQ - National Quality Assurance Authority - Krajowe Władze ds. Zapewnienia Jakości
- ANCA - Allied Naval Communications Agency - Agencja Łączności Marynarki Wojennej Sił Sprzymierzonych
- AND - Andorra - Andora
- ANP - Andorra - Andora

- AO
  - Aircraft Operator - użytkownik statku powietrznego
  - Angola - Angola
  - Area Of Operations - obszar działań
  - Call For Bids - poszukiwanie oferentów
  - Invitation For Bids - poszukiwanie oferentów
  - Request For Bids - poszukiwanie oferentów
  - Request For Proposals - poszukiwanie oferentów
- AOA
  - Amphibious Objective Area
    - rejon celu operacji desantu morskiego
    - obszar celu operacji desantowej

  - Area Originating Authority - władze sprawcze obszaru
- AOAD - Army Organic Air Defense - organiczna obrona powietrzna sił lądowych
- AOB
  - Air Order of Battle - rozkaz podjęcia walki powietrznej
  - Any Other Business - jakiekolwiek inne sprawy
- AOC
  - Air Operations Centre
    - ośrodek działań powietrznych
    - centrum operacji lotniczych
    - Centrum Operacji Powietrznych
- AOCC - Air Operations Co-ordination Centre - Centrum Koordynacji Operacji Powietrznych
- AOCC(L) - Air Operations Co-ordination Centre (Land) - Centrum Koordynacji Operacji Powietrznych (Lądowe)
- AOCC(M) - Air Operations Co-ordination Centre (Maritime) - Centrum Koordynacji Operacji Powietrznych (Morskie)
- AOD - Air Operation Directive - powietrzna dyrektywa operacyjna
- AOI
  - Area of Operational Interest -
  - Area Of Interest - obszar zainteresowania
  - International Competitive Bidding - międzynarodowy konkurs ofert
  - International Call for Tenders - międzynarodowe ogłoszenie ofertowe
- AOII - Area Of Intelligence Interest - obszar zainteresowania wywiadu
- AOO - Area Of Operations - obszar działań
- AOR - Area Of Responsibility - obszar odpowiedzialności

- AP
  - Allied Publication - publikacja sprzymierzonych
  - Allied Publications - publikacje sprzymierzonych
  - Armour-Piercing - pocisk przeciwpancerny
  - Armour-Projectile - pocisk przeciwpancerny
  - Assumed Position - pozycja założona
  - Accredited Personnel - personel akredytowany
  - Anti-Personnel - przeciwpiechotny
  - Contract Authority - władze realizowanego kontraktu
- APA - Air Patrol Area - obszar patrolu powietrznego
- APC - Armoured Personnel Carrier - opancerzony wóz piechoty
- APE - Other European - inne europejskie
- API - Air Photo Interpretation - interpretacja zdjęć lotniczych
- APIC - Allied Press Information Centre - centrum prasowe Sił Sprzymierzonych
- APID - Air Photographic Interpretation Detachment - oddział interpretacji zdjęć lotniczych
- APIU - Army Photo Interpretation Unit - armijna jednostka interpretacji zdjęć
- APOD - Airport Of Debarkation - lotniczy port wyładunkowy
- APOE - Airport Of Embarkation - lotniczy port załadunkowy
- APP
  - Allied Procedural Publication - publikacja sprzymierzonych dotycząca procedur
  - Allied Procedural Publications - publikacje sprzymierzonych dotycząca procedur
  - Air Policing Procedure -
  - Approach Control Office - organ kontroli podejścia
  - Approach Control Service - służba kontroli podejścia
- APPC - Approach Controller - kontroler podejścia
- APS - Auxiliary Power Supply - zasilanie zapasowe
- APU - Auxiliary Power Unit - dodatkowy zespół zasilania

- AQ
  - Quality Assurance - gwarancja jakości
  - Quality Assurance - zapewnienie jakości
- AQAP
  - Allied Quality Assurance Publication - wydawnictwo Sił Sprzymierzonych zapewnienia jakości
  - Allied Quality Assurance Publications - wydawnictwa Sił Sprzymierzonych zapewnienia jakości
- AQL - Acceptable Quality Level - akceptowany poziom jakości

- AR
  - Air Route - droga lotnicza
  - Argentina - Argentyna
  - Anti-Radar - przeciwradiolokacyjny
  - Anti-Radiation - przeciw źródłom promieniowania elektromagnetycznego
- ARA - Airborne Relay Aircraft - powietrzna stacja przekaźnikowa
- ARCN - Air Reporting and Control Net - lotnicza sieć meldowania i kierowania
- ARE - United Arab Emirates - Zjednoczone Emiraty Arabskie
- AREC - Air Resource Element Co-ordinator
  - koordynator zespołu zasobów lotniczych
  - koordynator elementów zapasowych lotnictwa
- AREPS - ACE (Allied Command Europe) Reaction Forces Planning Staff - Sztab Planistyczny Sił Odwetowych Dowództwa Sojuszniczych Sił Zbrojnych NATO w Europie
- ARF - ACE (Allied Command Europe) Reaction Force - Siły Odwetowe Dowództwa Sojuszniczych Sił Zbrojnych NATO w Europie
- ARFA - Allied Radio Frequency Agency - Agencja Sił Sprzymierzonych ds. Częstotliwości Radiowych
- ARG
  - Antigua and Barbuda - Antigua i Barbuda
  - ARG - Argentina - Argentyna
- ARLO - Air Reconnaissance Liaison Officer - oficer łącznikowy rozpoznania powietrznego
- ARM
  - Anti Radiation Missile - rakietowy pocisk przeciwradiolokacyjny
  - Armenia - Armenia
  - Antiradiation Missile - pocisk rakietowy z głowicą samonaprowadzającą na źródło promieniowania elektromagnetycznego
- ARO - Aerodrome Reporting Office - Biuro Odpraw Załóg (BOZ)
- ARP - Aerodrome Reference Point - punkt odniesienia lotniska
- ARRC - ACE (Allied Command Europe) Rapid Reaction Corps - Korpus Sił Szybkiego Reagowania Dowództwa Sojuszniczych Sił Zbrojnych NATO w Europie
- ARRCS - Air Raid Reporting Control Ship
  - okręt wczesnego ostrzegania o ataku powietrznym
  - okręt kontroli obszaru powietrznego
- ARRF - ACE (Allied Command Europe) Rapid Reaction Force - Siły Szybkiego Reagowania Dowództwa Sojuszniczych Sił Zbrojnych NATO w Europie
- ART
  - Artillery - artyleria
  - Air-Launched Radiation Thermometer - termometr sondażowy promieniowania w atmosferze
  - Artillery and Related Equipement - sprzęt artyleryjski i pokrewny
- ARTEX - Artillery Exercise - ćwiczenia artyleryjskie
- ARTY - Artillery - artyleria
- ARW - Air Raid Warning -
- ARV - Armoured Recovery Vehicle - opancerzony pojazd ewakuacyjny

- AS
  - Australia - Australia
  - Associated Support - wsparcie towarzyszące
- ASA
  - Air Surveillance Area -
  - Weapon System Partnership - partnerstwo w dziedzinie systemów uzbrojenia
- ASAC - Air Surveillance and Control -
- ASACS - Air Surveillance And Control System
  - system obserwacji i kontroli przestrzeni powietrznej
  - lotniczy system obserwacji i kierowania
- ASAG - Air Surface Action Group - grupa lotnicza działań naziemnych
- ASAP - As Soon As Possible - tak szybko, jak to możliwe
- ASAT
  - Air Search Attack Team - powietrzny zespół poszukiwawczo-uderzeniowy
  - Anti-Satellite - przeciwsatelitarny
- ASC
  - Airspace Control - kontrola przestrzeni powietrznej
  - ACCS (Air Command And Control System) Software Committee - Komisja ds. Oprogramowania Systemu Dowodzenia Obroną Powietrzną i Kierowania
- ASCC - Air Standardization-Coordination Committee - lotnicza komisja koordynacji i standaryzacji
- ASF - ACE (Allied Command Europe) Strike File - dokumentacja uderzeń jądrowych Dowództwa Sił Sprzymierzonych w Europie
- ASFAO - Anti Surface Force Air Operation - działania powietrzne przeciwko siłom nawodnym
- ASG - AFCENT (Allied Forces, Central Europe) Support Group - Grupa Wsparcia Sił Sprzymierzonych Europy Środkowej
- ASI - Airspeed Indicator - wskaźnik prędkości względem powietrza
- ASM
  - Airspace Management - zarządzanie przestrzenią powietrzną
  - Air to Surface Missile - rakieta klasy powietrze-woda
  - Antisubmarine - przeciw okrętom podwodnym
  - Submarine Action (Group - French Navy) - działania grupy łodzi podwodnych (Francuska Marynarka Wojenna)
  - Air-to-Surface Missile - rakieta klasy powietrze-ziemia
  - Airfield Survival Measures - środki zapewniające funkcjonowanie lotniska
- ASMD - Anti Ship Missile Defence
  - okrętowa obrona przeciwrakietowa
  - obrona przed rakietami do zwalczania okrętów
- ASMDEX - Antiship Missile Defence Exercise - ćwiczenia obrony przed rakietami zwalczania okrętów
- ASMP - Medium-Range Air-to-Ground - (rakieta) średniego zasięgu powietrze-ziemia
- ASOC
  - Air Sovereignty Operations Centre - narodowe centrum wspomagania operacji powietrznych
  - Air Support Operation Centre - ośrodek lotniczego wsparcia działań
  - Air Support Operations Centre - centrum operacyjne wsparcia lotniczego
  - Alternate Sector Operations Centre - centrum operacyjne sektora zapasowego
- ASP - Ammunition Supply Point - amunicyjny punkt zaopatrzenia
- ASR
  - Alliance Standardization Requirements - wymagania standaryzacyjne Sojuszu
  - Authorized Supply Rate - zatwierdzone racje zaopatrzeniowe
  - Area Surveillance Radar - radar obserwacji obszaru
- ASRAAM - Advanced Short-Range Air-to-Air Missile - udoskonalona rakieta powietrze-powietrze krótkiego zasięgu
- ASROC - Antisubmarine Rocket - rakieta do zwalczania okrętów podwodnych
- ASSAD - Advanced Shipborne Area Air Defence - wysunięta okrętowa obrona przeciwlotnicza obszaru
- ASSESSREP - Assessment Report - raport oceniający
- ASSM - Antiship Surface Missile
  - rakieta przeciwokrętowa
  - rakieta do zwalczania okrętów nawodnych
- ASSU - Air Support Signal Unit - jednostka łączności wsparcia lotniczego
- ASUW - Anti Surface Warfare
  - zwalczanie celów nawodnych
  - walka z obiektami nawodnymi
- ASUWC
  - Anti Surface Warfare Commander - dowódca walki z obiektami nawodnymi
  - Antisurface Warfare Coordination - koordynator walki z okrętami nawodnymi
- ASUWEX - Antisurface Warfare Exercise - ćwiczenia w zwalczaniu okrętów nawodnych
- ASW - Anti Submarine Warfare
  - zwalczanie celów podwodnych
  - walka z okrętami podwodnymi
- ASWACU - Antisubmarine Warfare Aircraft Control Unit - jednostka kierująca samolotami do zwalczania okrętów podwodnych
- ASWC - Anti Submarine Warfare Commander
  - dowódca walki z okrętami podwodnymi
  - dowódca operacji zwalczania okrętów podwodnych
- ASWEPS - Antisubmarine Warfare Environmental Prediction (Studies) - studia przewidywanych środków do zwalczania okrętów podwodnych
- ASWEX - Antisubmarine Warfare Exercise - ćwiczenia walki z okrętami podwodnymi
- ASWFA - Antisubmarine Warfare Free Area - strefa wolna od działań przeciw okrętom podwodnym
- ASWOC - Antisubmarine Warfare Operations Centre - centrum operacyjne działań przeciw okrętom podwodnym

- AT
  - Air Transport - transport powietrzny
  - Antitank - przeciwpancerny
  - Austria - Austria
- ATA
  - Air Target Area -
  - Actual Time of Arrival - rzeczywisty czas przylotu
  - Air Tasking Authority - władze stawiające zadania lotnictwu
- ATAB - Air Transport Allocations Board - zarząd przydzielania transportu powietrznego
- ATAC - Air Tasking Authority Commander - dowódca zespołu stawiającego zadania lotnictwu
- ATAF - Allied Tactical Air Force - Lotnictwo Taktyczne Sił Sprzymierzonych
- ATB
  - Advanced Technology Bomber - nowoczesny technologicznie bombowiec
  - Air Technical Battalion - batalion techniczny sił powietrznych
- ATBM - Anti-Tactical Ballistic Missile - rakieta do zwalczania balistycznych rakiet taktycznych
- ATC
  - Air Traffic Control - kontrola ruchu lotniczego
  - Armoured Troop Carrier - transporter opancerzony
- ATCA - Allied Tactical Communications Agency - Agencja Łączności Taktycznej Sił Sprzymierzonych
- ATCC - Air Traffic Control Centre - centrum kontroli ruchu lotniczego
- ATCCIS - Army Tactical Command and Control Information System - taktyczny informatyczny system dowodzenia i kierowania wojsk lądowych
- ATCV - Antitank Combat Vehicle - bojowy wóz przeciwpancerny
- ATD - Actual Time of Departure
  - aktualny czas startu
  - aktualny czas wylotu
- ATE - Automatic Test Equipement - automatyczne urządzenie testujące
- ATF
  - Allied Tactical Force - sprzymierzone siły taktyczne
  - Amphibious Task Force - desantowe zgrupowanie bojowe
- ATFM - Air Traffic Flow Management - zarządzanie przepływem ruchu lotniczego
- ATG
  - Antigua and Barbuda - Antigua i Barbuda
  - Amphibious Task Group - desantowa grupa bojowa
- ATGM - Antitank Guided Missile - kierowany pocisk przeciwpancerny
- ATGW - Antitank Guided Weapon - przeciwpancerna broń kierowana
- ATICE - Agency for the Coordination of Inland Transport In Central Europe - Agencja ds. Koordynacji Transportu Wewnętrznego w Europie Środkowej
- ATM
  - Air Task Message - bojowa depesza lotnicza
  - Air Traffic Management - zarządzanie ruchem lotniczym
- ATMC - Airspace And Traffic Management Centre - ośrodek zarządzania ruchem lotniczym i przestrzenią powietrzną
- ATO
  - Air Tasking Order - rozkaz do działań powietrznych
  - Area of Tactical Operations - obszar operacji taktycznych
- ATOC - Air Tactical Operations Centre
  - ośrodek taktycznych działań powietrznych
  - centrum taktycznych operacji lotniczych
- ATP
  - Allied Tactical Publication - wydawnictwo taktyczne Sił Sprzymierzonych
  - Allied Tactical Publications - wydawnictwa taktyczne Sił Sprzymierzonych
- ATR - Automatic Target Recognition - automatyczne rozpoznanie celu
- ATS - Air Traffic Service - służba ruchu lotniczego
- ATSTAT - Air Transport Status Report - raport sytuacyjny transportu lotniczego
- ATSU - Air Traffic Services Unit - jednostka służb ruchu lotniczego
- ATTU - From Atlantic To The Urals - od Atlantyku po Ural

- ATZ
  - Aerodrome Traffic Zone - strefa ruchu lotniskowego
  - Airfield Traffic Zone - strefa ruchu lotniskowego

- AU
  - Australia - Australia
  - Accounting Unit - samodzielna jednostka przeliczeniowa
- AUM - Air-to-Underwater Missile - rakieta klasy powietrze-głębina do zwalczania okrętów podwodnych
- AUP - Airspace Use Plan - plan użytkowania przestrzeni powietrznej
- AUS - Australia - Australia
- AUT - Austria - Austria

- AVGAS - Aviation Gasoline - benzyna lotnicza
- AVLB - Armoured Vehicle-Launched Bridge - most towarzyszący na pojeździe opancerzonym
- AVMRL - Armoured Vehicle-Mounted Rocket - Launcher - wyrzutnia rakiet montowana na pojeździe opancerzonym
- AVR - Automatic Voltage Regulator - automatyczny regulator napięcia
- AVTAG - Aviation Fuel (Gasoline/Kerosene) - paliwo lotnicze (benzyna/nafta)

- AW
  - All Weather - w każdych warunkach pogodowych (atmosferycznych)
  - AW - Amphibious Warfare - morskie operacje desantowe
- AWACS - Airborne Warning And Control System
  - powietrzny system ostrzegania i kontroli
  - powietrzny system wczesnego wykrywania i naprowadzania
- AWHQ - Alternate War Headquarters - Zastępcza Kwatera Główna na Czas Wojny
- AWNIS - Allied Warning Navigational Information System - system ostrzegawczy informacji nawigacyjnej Sił Sprzymierzonych
- AWP - Allied Weather Publication(s) - informacja(e) pogodowa Sił Sprzymierzonych
- AWX - All Weather Fighter - samolot myśliwski przeznaczony do działań w każdych warunkach pogodowych (atmosferycznych)
- AWY - Airway - droga lotnicza

- AXP
  - Allied Exercise Publication - wydawnictwo Sił  Sprzymierzonych dotyczące ćwiczeń
  - Allied Exercise Publications - wydawnictwa Sił  Sprzymierzonych dotyczące ćwiczeń

- AZ
  - Azimuth - azymut
  - Azerbaydzhan - Azerbejdżan
- AZE - Azerbaidjan - Azerbejdżan